# Sp2d杂化
sp2d杂化是指一个原子内的一个ns轨道、两个np轨道和一个nd轨道发生杂化的过程。原子发生sp2d杂化后，上述nd轨道、ns轨道和np轨道便会转化成为四个等价的杂化轨道，称为“sp2d杂化轨道”。四个sp2d杂化轨道存在于同一平面上，且对称轴两两之间的夹角相同，皆为90°。sp2d杂化一般发生在分子形成过程中。杂化过程中，能量相近的d轨道、s轨道和p轨道发生叠加，不同类型的原子轨道重新分配能量并调整方向。
一般只有过渡金属元素才能发生sp2d杂化，一些金属互化物中的部分原子也可以采取sp2d杂化形式。以[PdCl4]2-中的二价钯离子（Pd2+）为例：处于基态的Pd2+（电子排布式为：[Kr]4d8），它的一个空的5s轨道、两个空的5p轨道和一个空的5d轨道进行sp2d杂化，形成四个sp2d杂化轨道。该过程中Pd2+的轨道排布变化情况如下图所示（图中略去了出Pd2+价层未填满的4d轨道，灰色的配位电子对由4个氯离子提供）：